# Museum für Geschichte und Kultur Nagasaki

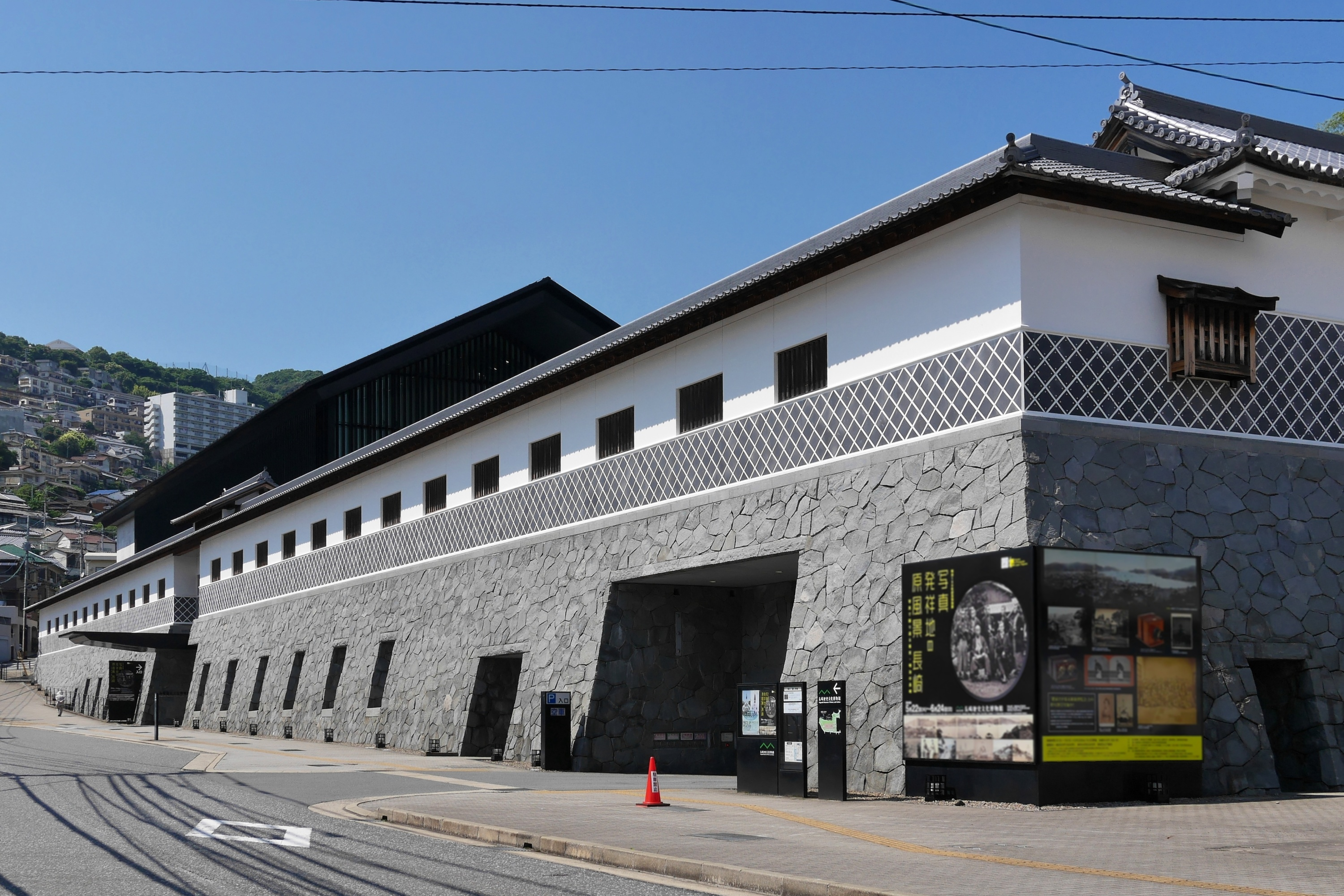
Museum für Geschichte und Kultur Nagasaki

Das Museum für Geschichte und Kultur Nagasaki (jap. 長崎歴史文化博物館, Nagasaki Rekishi Bunka Hakubutsukan, engl. Nagasaki Museum of History and Culture) ist ein 2005 eröffnetes Museum in Nagasaki. Das Stadtmuseum informiert über die Geschichte und Kultur von Nagasaki, insbesondere über die historischen Kontakte und Handelsbeziehungen zu Europa, China und Korea in der Zeit zwischen 1641 und 1854.

## Geschichte und Beschreibung
Das Museum wurde von der Präfektur Nagasaki und der Stadt Nagasaki gemeinsam errichtet und im Jahre 2005 eröffnet. Den Betrieb und Unterhalt übernahm im Auftrag von Stadt und Präfektur die Firma Nomura Kōgeisha (engl. Nomura Co.).
Die Bestände des Museums umfassen rund 48.000 Objekte, darunter zahlreiche Handschriften, Bücher, Karten, Gemälde und Kunstgewerbeprodukte. Der überwiegende Teil stammt aus der Zeit zwischen ､als Japan über die hier gelegene niederländische Handelsstation Dejima und eine 1688 eingerichtete Handelsniederlassung für chinesische Kaufleute (Tōjin yashiki) Handelskontakte zu Asien und Europa unterhielt. Die Stadt Nagasaki war in dieser Zeit direkt der Zentralregierung (Tokugawa-Shōgunat) in Edo unterstellt und wurde von Magistraten (Nagasaki bugyō) verwaltet. Das Museum umfasst rekonstruierte Gebäude der an dieser Stelle einst gelegenen Magistratur (bugyōsho).
Die Dauerausstellung stellt die Beziehungen der Stadt mit Portugal und Spanien während des sogenannten Christlichen Jahrhunderts (1549–1650) vor sowie den sich hieran anschließenden Austausch mit China, Korea und den Niederlanden.
Mehrere Sonderausstellungen pro Jahr behandeln ausgewählte Themen in diesem Rahmen. Dazu kommen Kurse, Vorträge, Symposien sowie spezielle Programme für Schulen. Das Museum publiziert auch Forschungsberichte (Kenkyū Kiyō – Research Studies), jährliche Rechenschaftsberichte (Nenpō) und Ausstellungskataloge.
Die von der Präfekturbibliothek übernommenen Bestände der ehemaligen Abteilung für Regionalgeschichte (ca. 20.000 Handschriften und 40.000 Druckwerke) können zu Forschungszwecken in einem speziellen Leseraum (Reference Room) untersucht werden. Für Fragen zur Geschichte Nagasakis gibt es einen Beratungsdienst.